# Passo della Consuma
Il passo della Consuma è un valico fra Firenze ed Arezzo posto a 1050 m s.l.m. e si trova nell’abitato della Consuma, da cui prende il nome, nel territorio comunale di Montemignaio, in provincia di Arezzo.
Collega il Valdarno Superiore e il Casentino, consentendo un collegamento diretto dell'alta valle dell'Arno con il capoluogo regionale.